# Robin Stapler

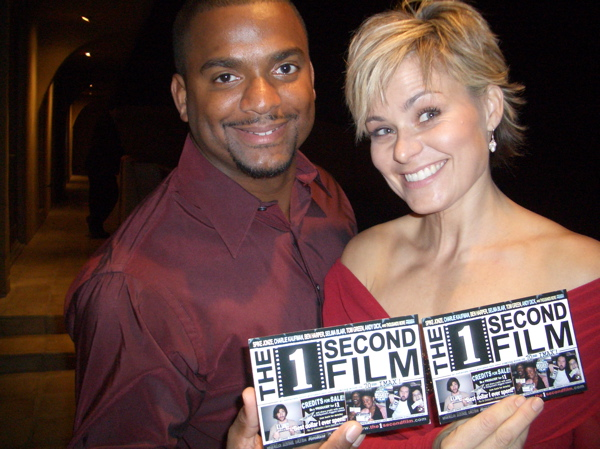
Robin Stapler und Alfonso Ribeiro

Robin Stapler (bürgerlich Robin Michele Stewart; * 21. September 1972) ist eine US-amerikanische Schauspielerin.

## Wissenswertes
Robin Michele Stewart wurde in den Vereinigten Staaten als Tochter britischstämmiger Eltern geboren. Sie hat einen Bruder.
Stapler war seit den frühen neunziger Jahren hauptsächlich als Fernsehdarstellerin aktiv. Eine erste Rolle spielte sie 1991 in dem Kurzfilm The Disco Years. In den nachfolgenden Jahren trat sie in vereinzelten Folgen diverser Fernsehserien in verschiedenen Rollen auf, darunter in Star Trek: Voyager, X-Factor – Das Unfassbare und Diagnose: Mord. Von 1997 bis 1999 war sie in mehreren Episoden der Sitcom Ein schrecklich nettes Haus in der Rolle der Robin/Kelly zu sehen. Seit 2000 hat sie sich weitestgehend aus dem Schauspielgeschäft zurückgezogen.
1999 lernte sie während der Dreharbeiten zu Ein schrecklich nettes Haus den Schauspieler Alfonso Ribeiro kennen, den sie 2002 heiratete. Die beiden haben zusammen eine Tochter (* 2003). 2007 ließ sich das Paar scheiden. Nach dem Rückzug aus der Unterhaltungsindustrie, machte Stapler beziehungsweise Stewart sich mit einer Firma für Pflege- und Kosmetikprodukte selbstständig.

## Filmografie
- 1991: The Disco Years (Kurzfilm)
- 1994: Boogies Diner (Fernsehserie, eine Folge)
- 1996: Martin (Fernsehserie, eine Folge)
- 1994: The Disco Years (Kurzfilm)
- 1996: Diagnose: Mord (Diagnosis Murder, Fernsehserie, eine Folge)
- 1997: The Setting Son
- 1997: Smart Guy (Fernsehserie, Folge Working Guy)
- 1997: Star Trek: Raumschiff Voyager (Star Trek: Voyager, Fernsehserie, eine Folge)
- 1998: Sindbads Abenteuer (The Adventures of Sindbad) (Fernsehserie, eine Folge)
- 1998: The Steve Harvey Show (Fernsehserie, eine Folge)
- 1999: Ein schrecklich nettes Haus (In the House, Fernsehserie, fünf Folgen)
- 2000: X-Factor: Das Unfassbare (Beyond Belief: Fact or Fiction, Fernsehserie, eine Folge)
- 2000: Die Parkers (The Parkers, Fernsehserie, eine Folge)
- 2019: Red Ruby (Fernsehserie, eine Folge)
- 2021: Here to There (Fernsehserie, eine Folge)
- 2021: Acapulco (Fernsehserie, eine Folge)
- 2024: Transplant (Fernsehfilm)